# Schmittenhöhe
De Schmittenhöhe is een 1956 meter hoge berg in de deelstaat Salzburg en tevens de naam van een skigebied aldaar. De berg ligt aan de oostrand van de Kitzbüheler Alpen.
Aan de voet van de berg ligt Zell am See en vanuit deze plaats gaat een kabelbaan naar de top. Op de top is een uitzicht over vele hoge toppen, waaronder de Großglockner, over de Zeller See en het Saalachtal.
Het skigebied behoort tot Europa Sportregion. Het bestaat uit 77 kilometer aan skipistes, 30 kilometer blauw, 28 kilometer rood en 19 kilometer zwart. Er zijn 8 kabelbanen, 10 stoeltjesliften en 9 sleepliften.